# Unia lyońska
Unia lyońska – unia Kościoła katolickiego i prawosławnego uchwalona na soborze lyońskim II w roku 1274.
Zawarli ją papież Grzegorz X oraz cesarz bizantyjski Michał VIII Paleolog. Papież pragnął utwierdzić prymat papiestwa w świecie chrześcijańskim, połączyć oba Kościoły, przywracając jedność chrześcijaństwu i kończąc schizmę z roku 1054. Chciał ponadto uzyskać pomoc ze strony Bizantyńczyków dla krzyżowców w Ziemi Świętej. Czynił to jednak, co zrozumiałe, z pozycji strony silniejszej. Cesarz – oprócz pobudek religijnych – kierował się bardziej przyziemnymi celami. Pragnął uchronić swoje państwo przed atakiem Karola I Andegaweńskiego, dążącego do odbudowy Cesarstwa Łacińskiego. Michał VIII nie chciał prowadzić z nim wojny, gdyż odrestaurowane z wielkim wysiłkiem przez niego przed trzynastu laty Cesarstwo było zbyt słabe i miało zbyt wiele problemów wewnętrznych, aby podołać trudom nowej wojny. Zawarcie zaś unii między Kościołami skutecznie krzyżowałoby plany Karola.
Pierwszy krok wykonał w 1263 roku Michał VIII, wysyłając list do papieża Urbana IV z deklaracją pojednania kościołów. Zadeklarował uznanie prymatu papiestwa i wyrażał nadzieję na polubowne załatwienia spraw dogmatycznych. Urban IV przyjął list z aprobatą i wysłał do Konstantynopola czterech franciszkanów. Dzięki wymianie poselstw zakreślono projekt przyszłej unii: Kościół prawosławny miał uznać prymat papieża i wyrazić zgodę, aby to papież rozstrzygał spory religijne między duchowieństwem wschodnim a cesarzem. Zaś kwestie dogmatyczne miał rozstrzygnąć przyszły sobór powszechny. Był to ukłon ze strony papieża w kierunku wschodniego kleru, który uznawał sobór a nie papieża za najwyższą instancję w Kościele katolickim.
Plany uchwalenia unii upadły po śmierci Urbana IV. Jego następca Klemens IV odrzucił możliwość zawarcia kompromisu z Bizancjum. Zażądał od Michała VIII uznania rzymskiego wyznania wiary, akceptacji nauki o czyśćcu i siedmiu sakramentach, a także uznania jurysdykcji papieża w sprawach religijnych. Warunki okazały się nie do przyjęcia dla cesarza, a zwłaszcza wschodniego duchowieństwa i wiernych. Rozmowy dlatego przerwano w 1267 roku.
Zostały wznowione po śmierci Klemensa IV za pośrednictwem króla Francji Ludwika IX. Jednak zgon Ludwika w czasie nieudanej krucjaty oraz legata papieskiego biskupa Sant’Albano w 1270 roku doprowadziły do zakończenia rozmów. Poza tym kolegium kardynalskie postawiło Bizantyńczykom surowsze żądania niż Klemens IV. Domagano się od cesarza publicznego wyznania wiary w rycie zachodnim, a od wschodniego kleru wyrażenia aktu posłuszeństwa wobec papiestwa. Byłyby to warunki upokarzające dla prawosławnych.
Negocjacje wznowiono po objęciu tronu papieskiego przez Grzegorza X. Michał VIII kluczył między papieżem a wschodnim duchowieństwem. Pozornie przyjął warunki przedstawione przez Grzegorza X, podsuwał stronom sporu zmieniane przez siebie dokumenty. Tracił zaufanie Rzymu oraz budził coraz większy opór wśród swoich poddanych. Przeciwnicy unii skupili się wokół Józefa – patriarchy Konstantynopola. Michał rozpoczął represje wobec oponentów, zrzucił Józefa z tronu patriarszego, a na następcę wyniósł Jana Bekkosa.
Ostatecznie na soborze lyońskim II, w 1274 roku Michał VIII, jako reprezentant Kościoła prawosławnego, uznał listownie ważność siedmiu sakramentów, zaaprobował formułę filioque, która miała odtąd obowiązywać w atanazjańskim wyznaniu wiary, zaakceptował naukę o czyśćcu głoszoną przez Kościół katolicki i wyznał weń wiarę oraz, co chyba najważniejsze, przyjął doktrynę o supremacji papieża. Deklarował ponadto udział Cesarstwa w przyszłej krucjacie. Michał nie pojawił się na soborze. W jego imieniu unię zawarli posłowie: były patriarcha German, wielki logoteta Jerzy Akropolita, metropolita Nicei Teofanes. 6 lipca odczytano na soborze list Michała VIII oraz list duchowieństwa greckiego, po czym uznano unię za zawartą. W Konstantynopolu ogłoszono ją 12 stycznia 1275 roku.
Unia uratowała co prawda Cesarstwo, jednak przyczyniła się do upadku politycznego samego cesarza. Społeczeństwo Bizancjum uznało uchwalenie unii za zdradę. W dużej mierze było ono przeciwne jakimkolwiek rozmowom, negocjacjom czy porozumieniom z Kościołem katolickim. Szczególny opór stawiali mnisi. Niezadowolenie budziło przyjęcie formuły filioque oraz zwierzchnictwa Rzymu nad całym Kościołem prawosławnym. Lata 1275–1282 zaogniły konflikty polityczne w Bizancjum, a Michał VIII próbował co prawda zdławić niezadowolenie i bunty represjami, lecz nieskutecznie.
Michał VIII nie realizował też porozumienia z papiestwem. Do liturgii nie wprowadzono filioque, ani nie zaproszono na stałe do Konstantynopola papieskiego legata. Wówczas kolejny papież Marcin IV wyklął w 1281 roku cesarza Michała VIII. To samo uczynili jego przeciwnicy, reprezentujący ortodoksyjny nurt prawosławia. Po śmierci cesarza w 1282 roku, jego syn i następca Andronik II Paleolog doprowadził do cofnięcia unii.